# Ascochyta allii-cepae
Ascochyta allii-cepae är en svampart som beskrevs av Punith., Gladders & McKeown 1985. Ascochyta allii-cepae ingår i släktet Ascochyta, ordningen Pleosporales, klassen Dothideomycetes, divisionen sporsäcksvampar och riket svampar.   Inga underarter finns listade i Catalogue of Life.